# Black Rocks
Die Black Rocks (englisch für Schwarze Felsen) sind eine Gruppe von Rifffelsen vor der Nordküste Südgeorgiens. Sie liegen 800 m südöstlich des Framnaes Point im nördlichen Abschnitt der Stromness Bay.
Die Felsen waren zuvor unter dem Namen Blenheim Rocks bekannt, doch seit 1930 hat sich ihr heutiger deskriptiver Name etabliert.